# Samuel Argall

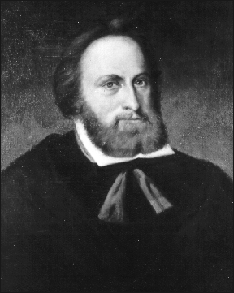
Retrato del capitán Argall

Samuel Argall (1572 o 1580-24 de enero de 1626) fue un aventurero y oficial de la marina del Reino de Inglaterra recordado por haber capitaneado numerosos viajes a los asentamientos en el Nuevo Mundo en los que estableció una nueva ruta, más al norte y más corta, que evitaba el control de las naves españolas. En 1609, Argall fue el primero en determinar esa ruta septentrional más corta desde Inglaterra a través del océano Atlántico hasta la nueva colonia inglesa de Virginia, con sede en Jamestown. Capitaneó uno de los barcos de Thomas West, Lord De La Warr en la exitosa misión de rescate a Virginia en 1610 que salvó a la colonia de hambre. Como oficial marino, es conocido por su éxito diplomático con la Confederación Powhatan. El 13 de abril de 1613 secuestró a la hija del jefe, Pocahontas, como garantía para forzar el retorno de cautivos ingleses y bienes en poder de los powhatan. Pocahontas había sido durante mucho tiempo amiga de los ingleses y fue tratada con gran respeto de acuerdo a su rango, como princesa algonquina. Esta acción tuvo como resultado la restauración de las relaciones de paz y el comercio entre los ingleses y la Confederación Powhatan. Argall también tuvo éxito en sus acciones contra los esfuerzos franceses de colonización de Acadia y en África del Norte, que fueron confirmadas en Londres como violaciones de la Carta de la Compañía de Virginia (Virginia Company).
Nombrado caballero por el rey James I, Argall fue acusado de haber sido excesivamente severo en su mandato como gobernador de Virginia y no defendido bien los intereses de los hacendados, pero el examen de su conducta en Londres y la opinión de algunos historiadores modernos han cuestionado estos cargos.

## Biografía

### Infancia
Samuel Argall era hijo de Richard Argall, un militar de East Sutton, Kent, y de su esposa Mary, hija de sir Reginald Scott, de Scott Hall, una de las casas más importantes en Kent.

### Ruta más corta a Virginia
En 1609, Argall, como capitán de un barco inglés empleado por la Compañía de Virginia de Londres (Virginia Company of London), fue el primero en desarrollar una ruta más corta, más al norte, para navegar desde Inglaterra a través del océano Atlántico hasta la colonia de Virginia y su principal puerto y sede del gobierno, Jamestown. En lugar de seguir la práctica habitual de ir hacia el sur hasta las zonas tropicales y tomar rumbo oeste con los vientos alisios, Argall navegó hacia el oeste desde las islas Azores hasta las Bermudas, y luego hacia casi al oeste hasta la boca de la bahía de Chesapeake. Su viaje duró solamente nueve semanas y seis días, incluyendo dos semanas en calma. Esta nueva ruta permitió a los ingleses evitar que barcos enemigos de España y ahorrar en provisiones.
A su llegada a Jamestown, Argall encontró a los colonos en una situación desesperada. Les reabasteció con toda la comida de la que pudo disponer y regresó a Inglaterra a finales del verano. La ayuda llegó a la colonia en uno de los momentos más críticos de su historia, la Starving Time, durante la cual menos de uno de cada cinco sobrevivieron. Sin embargo, sin las provisiones que Argall les había dejado, la colonia pudo haber quedado totalmente destruida.

### Al servicio de Lord De la Warr

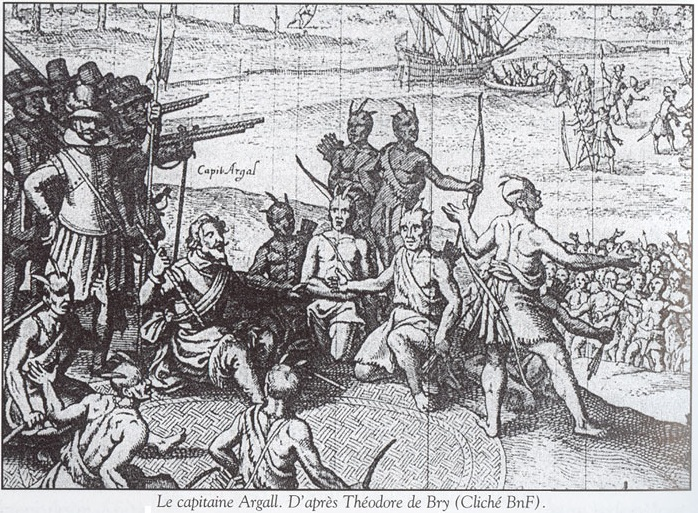
Representación del capitán Argall en la negociación con los chickahominy

Argall regresó a la Colonia en el verano de 1610, cuando el gobernador real Thomas West reforzaba las defensas ingleses contra las muchas veces hostiles nativos americanos en Virginia. Lord De La Warr, como luego sería conocido en Occidente, enfermó en la primavera de 1611 y embarcó de regreso a Inglaterra, siendo reemplazado por sir Thomas Dale como gobernador adjunto a cargo de la colonia de Virginia. Cuando regresó a Inglaterra, Lord de la Warr escribió un libro, The Relation of the Right Honourable the Lord De-La-Warre, of the Colonie, Planted in Virginia, [La relación del Muy Honorable Lord De-La-Warre, de la Colonia, plantada en Virginia], y se mantuvo nominalmente como gobernador real hasta su muerte en 1618.
Ya al servicio de Dale, en marzo de 1613, Argall fue en busca de comida para el asentamiento, navegando por el río Potomac y comerciando allí con los patawomecks, una tribu nativa americana que vivía en el poblado de Passapatanzy, cerca de la actual Washington D. C.
Cuando dos colonos ingleses comenzaron a negociar con los patawomecks, descubrieron la presencia de Pocahontas, la hija de Wahunsonacock, jefe de la Confederación Powhatan. Según un libro escrito por el capitán John Smith, que había estado viviendo allí varios años. Tan pronto como oyó esto, Argall resolvió secuestrar a Pocahontas. Enviando a por el jefe local, Japazaws (hermano de Kocoum), Argall le dijo que debía llevarla a bordo de su barco, y le propuso atraerla con el presente de una caldera de cobre.
Con la ayuda de Japazaws, engañó a Pocahontas y la tomó como prisionera. Su propósito, como explicó en una carta, era intercambiarla por algunos prisioneros ingleses en poder del jefe Powhatan, junto con varias armas y aperos de labranza que los powhatans les habían robado. Powhatan devolvió a los prisioneros, pero no así las armas y herramientas, y se produjo un largo estancamiento. Durante la espera un año de duración, Pocahontas se mantuvo en Henricus, en el actual condado de Chesterfield. Mientras estaba cautiva, la joven princesa se convirtió al cristianismo a través del reverendo Alexander Whitaker, casándose finalmente con John Rolfe el 5 de abril de 1614. Whitaker le cambió el nombre por el de "Rebecca" cuando fue bautizada. El tener a Pocahontas como rehén no había ayudado a lograr la paz con los powhatans, pero su matrimonio sí lo hizo, y esa paz duró unos tres años. Argall comandó la nave que tomaron los Rolfes, Matachanna (una media hermana de Rebecca) y su esposo, Uttamatomakkin, para Inglaterra en 1616.

### Raid en Acadia
Después de la captura de Pocahontas, en 1613, bajo órdenes de Londres, Argall comenzó una incursión en Acadia. En primer lugar erradicó la colonia jesuita francesa de Saint-Sauveur en la isla Mount Desert (ahora en el estado de Maine). Después del primero de dos viajes para llevar esto a cabo, llevó a catorce prisioneros de regreso a Jamestown. Luego quemó el asentamiento y las edificaciones restantes de otro anterior en la isla de Sainte-Croix (ahora en Maine) y el sitio ocupado por Port Royal (ahora en Nueva Escocia). Uno de sus cautivos franceses principales, más tarde, escribió en defensa del carácter de Argall y su conducta. Argall también fue el primer inglés que visitó Manhattan, donde desembarcó y advirtió a los holandeses de su invasión del territorio inglés.
En la colonia de Virginia, donde requirió una disciplina estricta, Argall era visto como un autócrata que era especialmente insensible con los colonos más pobres. Después de haber cumplido su mandato como Gobernador Principal de Virginia iniciado en 1617, Lord De La Warr estaba en camino desde Inglaterra para investigar las denuncias sobre Argall cuando murió en el mar en 1618. Argall fue sucedido con fortuna por sir George Yeardley en 1619 (que bautizó a uno de sus hijos con su nembre, Argall). De vuelta en Londres, Argall fue absuelto de estas acusaciones y continuó su creciente carrera en la corte como siervo útil del rey Jaime I.

### Resto de carrera
En 1620 fue capitán de un buque mercante que participó en una expedición contra Argel, que en ese momento era una colonia francesa en África del Norte. A su regreso, fue nombrado miembro del Consejo de Nueva Inglaterra. Más tarde fue nombrado almirante de Nueva Inglaterra.
El 26 de junio de 1622 fue nombrado caballero por el rey James I. En 1625, era el almirante de una flota de 28 buques que lograron muchos botines en las costas de Francia y en octubre comandaba el buque insignia en un ataque sin éxito a Cádiz.
Argall nunca se casó. Murió en el mar el, o alrededor del, 24 de enero de 1626. Dejó un testamento fechado el 23 de mayo de 1625, que fue aprobado el 21 de marzo de 1626. En él se mencionan los siguientes parientes: hermana, Filmer; nieta, Sarah Filmer; sobrino, Samuel Filmer; hermana, Bathurst; sobrino, Samuel Bathurst, hermana, Fleetwood; hermano, John Argall Esq y el hijo de John, Samuel, cuyos descendientes prosperaron en Virginia y Occidente.
Fue enterrado en el cementerio de St Gluvias de Penryn, Cornwall.

## Representaciones de ficción
- Argall (con voz de Kevin Farrell) aparece en el episodio de 1994 de los Animated Hero Classics, Pocahontas, pero está ausente en Pocahontas II: Journey to a New World, una secuela directa en video de película animada de Disney Pocahontas.
- Yorick van Wageningen retrata a Argall en una película de 2005 de New Line Cinema The New World.

## Fuentee
- Dictionary of Canadian Biography
- The Royal Descents of 600 Immigrants, Gary Boyd Roberts, 2004, Genealogical Publishing Company